# 执政官宫 (托迪)
42°46′54″N 12°24′24″E / 42.78170°N 12.40679°E

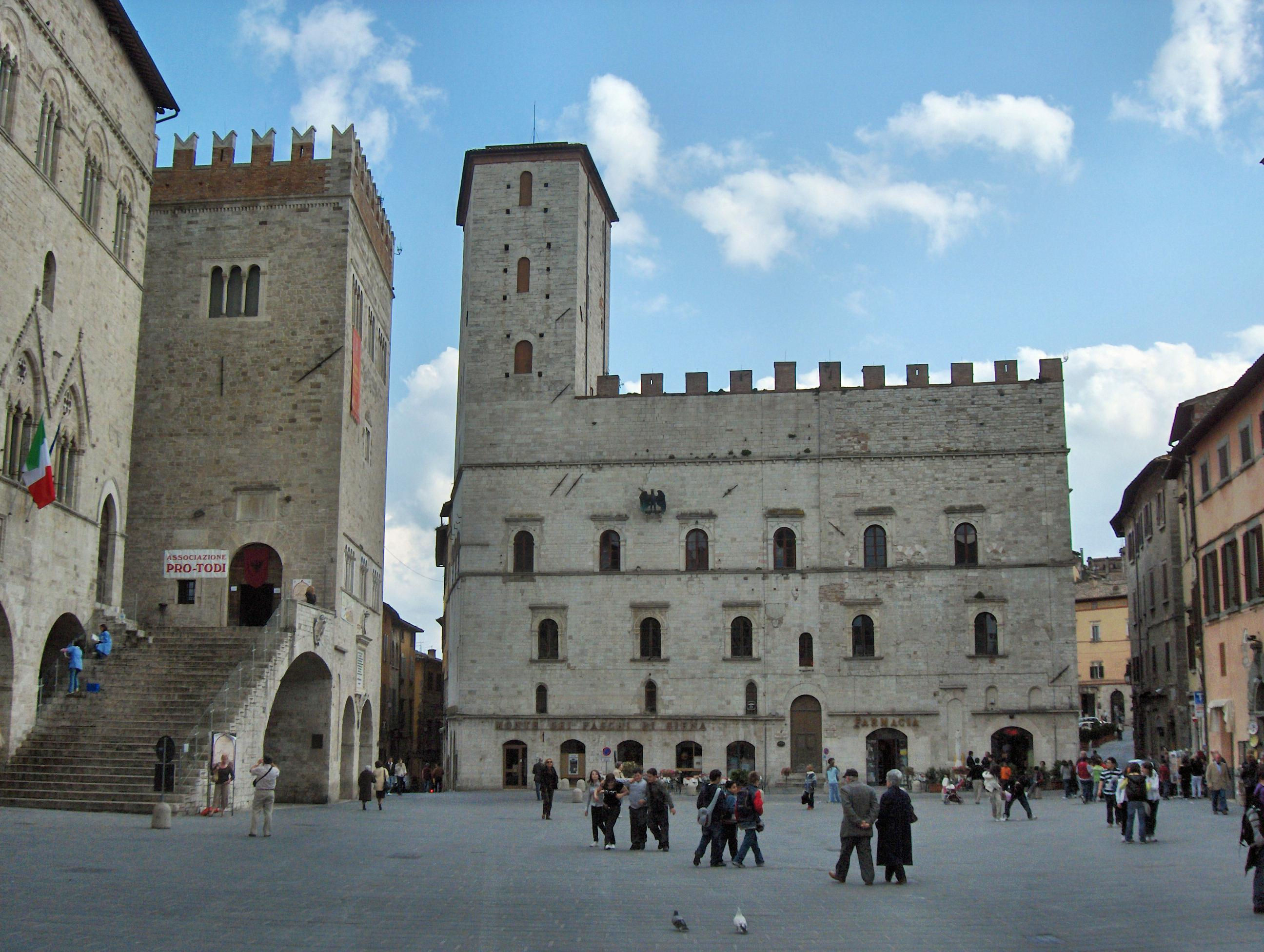
执政官宫

执政官宫（Palazzo dei Priori）是一座历史建筑，位于意大利佩鲁贾省托迪的人民广场，现在区法院所在地。
该建筑与相邻的统领宫及人民宫均为哥特式风格，与圣母领报共同主教座堂相对。
该建筑在1334-1347年间扩建。立面的圆拱窗户建于1513年，为文艺复兴风格。在顶部和左侧放置青铜雕塑托迪之鹰（1339年）。梯形塔楼建于1369-1385年之间。
内部的观众厅（Sala delle Udienze），装饰以十四世纪的壁画。